# Старостина, Светлана Александровна
Светла́на Алекса́ндровна Ста́ростина (род. 3 августа 1961, Новосибирск) — российский киновед, кинорежиссёр и продюсер. Член Союза кинематографистов РФ и Союза журналистов РФ. Почётный кинематографист России. Член правления Гильдии киноведов и кинокритиков России. Член гильдии неигрового кино и ТВ. Член российской академии кинематографических искусств «Ника». Президент Открытого кинофестиваля «Мужская роль» имени Ивана Мозжухина.
Публикует статьи по вопросам киноискусства с 1975 года (как в российской, так и зарубежной печати). Темы охватывают вопросы мировой и отечественной кинематографии, истории российского кино, проблем современного кинопроцесса.

## Биография
Родилась 3 августа 1961 года в Новосибирске; через некоторое время семья переехала в Пензу.
В 1984 году Светлана Старостина окончила Пензенский государственный педагогический институт по специальности «История, обществоведение и английский язык»; с 1987 по 1992 год обучалась во Всероссийский государственный институте кинематографии на сценарно-киноведческом факультете.
С 1984 по 1987 совмещала учёбу и работу учителем средней школы, была методистом областного управления кинофикации, инспектором по искусству Управления культуры Пензенской области. С 1992 года занимала должность заместителя директора Центрального Дома искусств, в 1997-99 годах проработала заместителем директора Пензенского областного киновидеоцентра. В Пензе же в 1993 году создала и возглавила киноклуб «Олимп».
В 1999 году была назначена директором Пензенского филиала Союза кинематографистов России.

## Творчество
В качестве сценариста и режиссёра неигрового кино дебютировала в 2002 году снятым в Самаре фильмом «Настина радуга». В 2005 году в Пензе создала киновидеостудию «Свет», на базе которой при поддержке Министерства культуры РФ в качестве продюсера, автора сценария и режиссёра сняла следующие неигровые фильмы:
- Сам себе царь (2006)
- Судьба романтика. Альберт Гендельштейн (2007)
- Ваш В. Пудовкин (2008)
- Лучистая сила, или Легенда Александра Медведкина (2009)
- Радищев. Гражданин будущих времён (2010)
- Леонид Косматов. Сердце фильма (2011)
- Аристарх Лентулов. Радостный талант (2012)
- Белинский. Рыцарь русской литературы (2012)
- Горюшкин-Сорокопудов. Воспитание красотой (2013)
- Актёр России (2013)
- Душой преданный Вам Константин Савицкий (2014)
- Двойная звезда. Братья Мозжухины (2015)
- Легендарный Рамеев (2017)
- Лермонтовы. Отец и сын: разделённые любовью (2018)
- Доктор Бурденко (2019)
- Две любви Александра Куприна (2019)
- Александр Милюков. Пишу после смерти… (2021)
- Созвездие Петра Чардынина (2022)
- Борис Тенин. Актер, остановивший время (2023)

В качестве режиссёра и сценариста сняла неигровой фильм
- Василий Кандинский. Музыка сфер (2011)

В качестве режиссёра сняла следующие неигровые фильмы:
- Большая суета Бориса Андреева (2009) (сорежиссёр О.Рыбаков)
- Путь Марианны Верёвкиной (2011)

## Кинофестивальная деятельность
Выступила инициатором, подготовила, приняла участие в проведении вечеров памяти И. Мозжухина и В. Пудовкина (мероприятия были посвящены столетию со дня их рождения), кинофестивалей «Кино XXI века», «Эхо „Киношока“», «Эхо „Сталкера“», «Эхо „Волоколамского рубежа“», «Кино против наркотиков», «Солнечный круг», «Одинокий голос человека». Была арт-директором международного кинофестиваля «Волоколамский рубеж» (Московская область, 2004), членом отборочной комиссии кинофестиваля «Окно в Россию. XXI век» (Москва, 2008—2010), художественным руководителем Кинофорума «На родине А. П. Чехова» (Таганрог, 2010, 2011). Член экспертного совета Международного фестиваля анимационного кино «Сияжар» (Мордовия, 2011).
В 2008 году создала и возглавила в качестве президента Благотворительный некоммерческий фонд развития культуры имени Ивана Мозжухина. Её же принадлежит идея проведения кинофестиваля «Мужская роль» имени Ивана Мозжухина (сейчас является его президентом), который с 2007 года проводится в Пензенской области.

## Награды
За фильм «Судьба романтика. Альберт Гендельштейн» (2007):
- приз «Слон» Гильдии киноведов и кинокритиков России (Москва, 2008)
- специальный приз «За возвращение забытого имени» кинофестиваля «Окно в Россию. XXI век» (Москва, 2007)
- диплом жюри международного кинофестиваля «Сталкер» (Москва, 2008)
- диплом гильдии киноведов и кинокритиков России на международном кинофестивале «Сталкер» (Москва, 2008)
- номинация премии «Лавр» за лучший научно-популярный фильм (Москва, 2008)

За фильм «Белинский. Рыцарь русской литературы» (2012):
- главный приз читательского жюри ХХ кинофестиваля «Литература и кино» в Гатчине «За счастливую возможность в скупых обстоятельствах жизни помнить о главном в литературе»

За фильм «Двойная звезда. Братья Мозжухины» (2015)
- специальный диплом жюри кинофестиваля «КрымДок» (Симферополь)

За фильм «Созвездие Петра Чардынина» (2022)
- приз за лучший неигровой фильм Международного кинофестиваля «От всей души» (Ульяновск, 2023)
- специальный приз жюри кинофестиваля «Человек, познающий мир» (Симферополь, 2023)
- приз оргкомитета Премии Гильдии киноведов и кинокритиков Союза кинематографистов России (2023)

За публикации:
- приз имени В. Холодной (кинофестиваль «Женщины кино», Москва, 2003)
- медаль им. И. Мозжухина (Москва, 2007)
- Willy Haas-Preis (МКФ Cinefest, Гамбург, 2012)[6]

Имеет Почётную грамоту Министерства культуры Российской Федерации за большой вклад в развитие культуры (Москва, 2011).